# Mariä Himmelfahrt (Kirchlein)

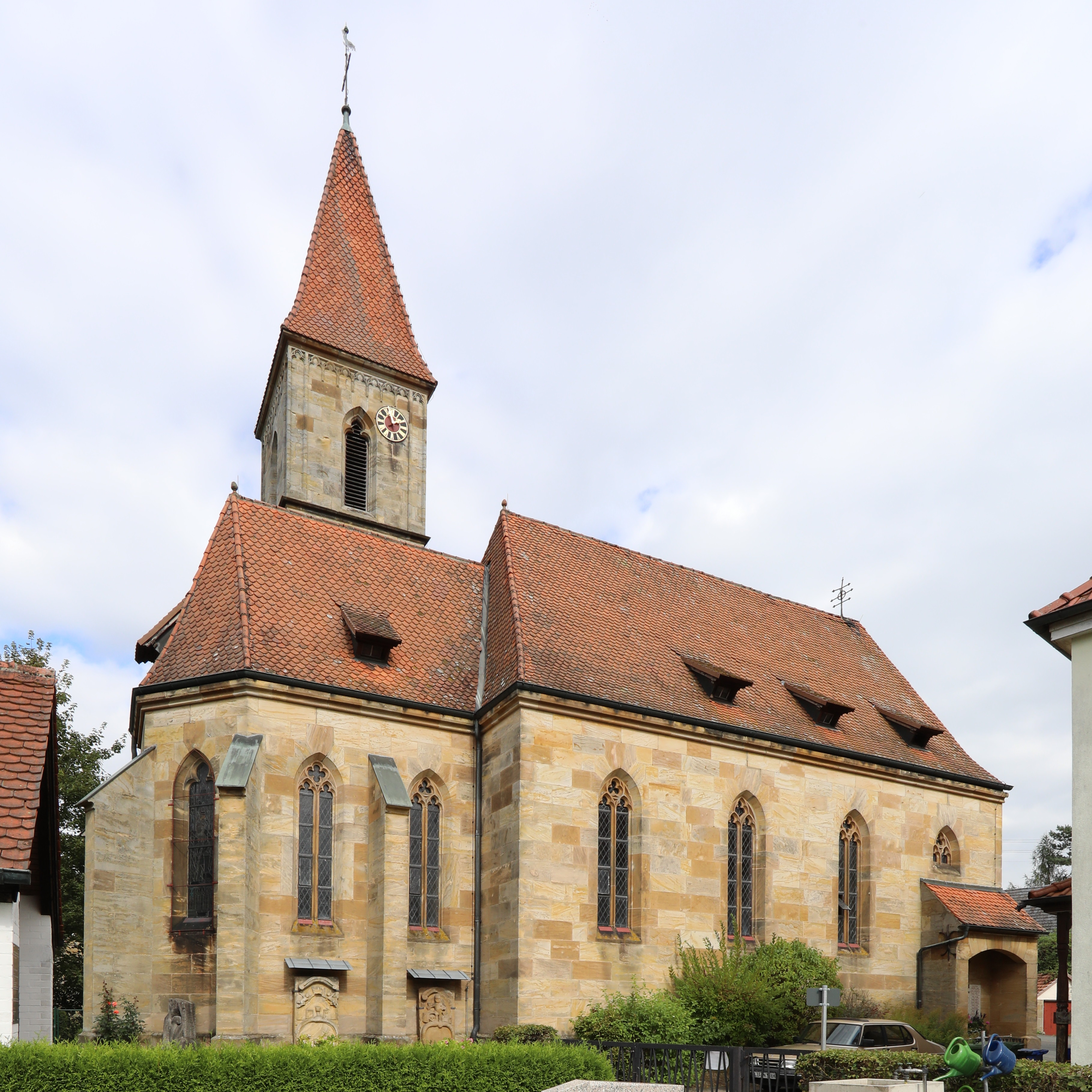
Katholische Pfarrkirche Mariä Himmelfahrt

Die römisch-katholische Pfarrkirche Mariä Himmelfahrt in Kirchlein, einem Gemeindeteil der oberfränkischen Stadt Burgkunstadt im Landkreis Lichtenfels, wurde in den Jahren 1904 bis 1905 nach Plänen von Ludwig Stempel neu errichtet. Die Pfarrei gehört zum Seelsorgebereich Obermain-Jura im Dekanat Coburg des Erzbistums Bamberg.

## Geschichte

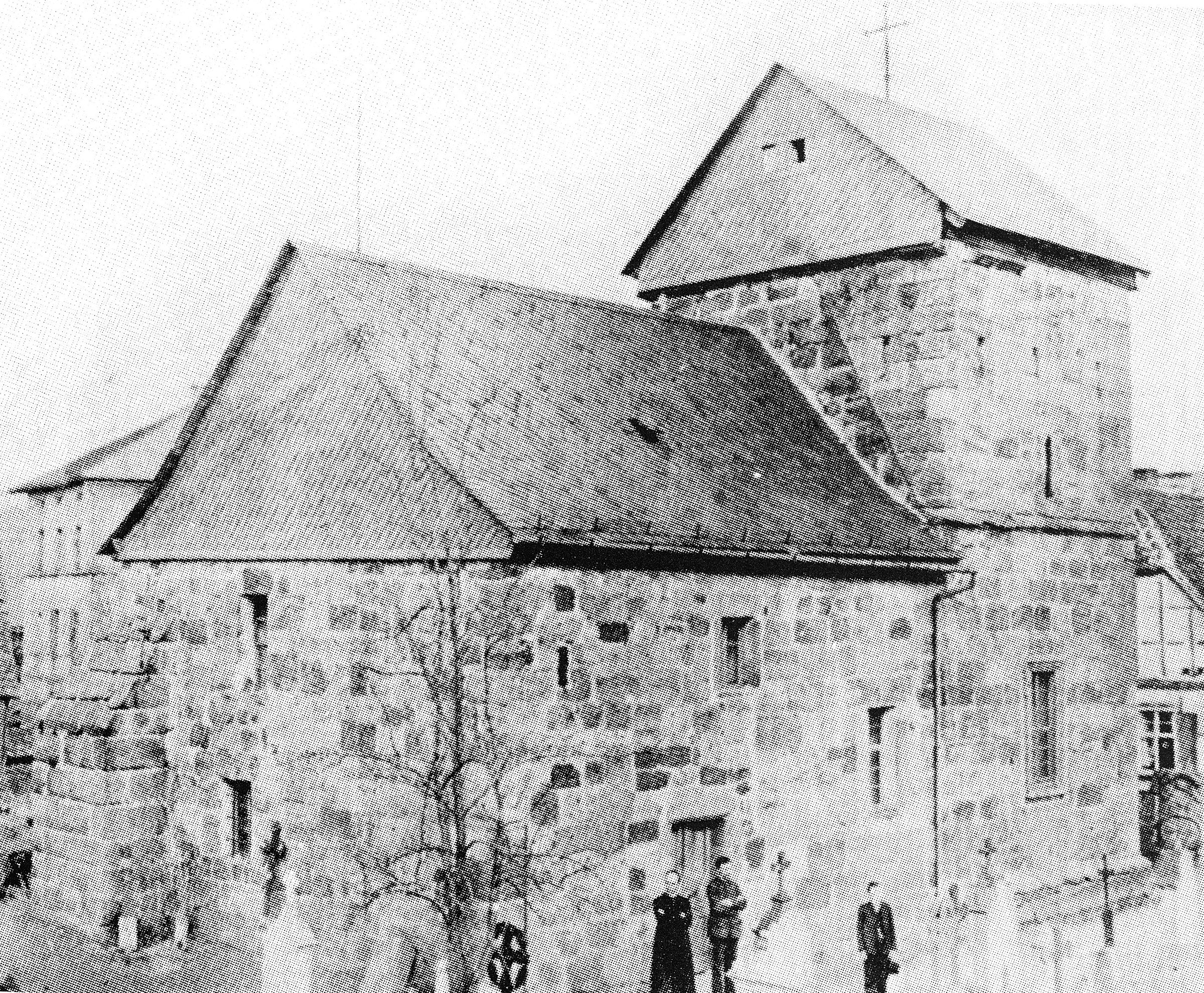
Die alte Pfarrkirche am 26. März 1904 vor dem Abbruch

Die erste urkundliche Erwähnung von Kirchlein war 1322 als „Kirchengelein“. Folglich muss schon damals eine Kirche in dem Ort gestanden haben. Diese war 1477 der heiligen Maria Magdalena geweiht.:S. 105 Kirchlein gehörte jahrhundertelang zur Pfarrei Altenkunstadt. Am 10. Dezember 1477 trennte der Bamberger Bischof Philipp von Henneberg Kirchlein von seiner Mutterpfarrei.:S. 105 Der Abt des Klosters Langheim besaß anfangs das Patronatsrecht. Spätestens ab 1603 wirkten Langheimer Mönche in Kirchlein als Pfarrer. Von 1632 bis 1754 war die Pfarrstelle nicht besetzt und der Altenkunstädter Pfarrer betreute die Gemeinde.:S. 105
Aufgrund von Baumängeln am Pfarrhaus und wegen unzureichender Einkünfte des Pfarrers durch landwirtschaftliche Tätigkeiten blieb die Pfarrstelle von 1838 bis 1852 wieder unbesetzt. In dieser Zeit wurde ein neues Pfarrhaus errichtet. Ein Burgkunstadter Kaplan, der seit 1846 die Pfarrei mitbetreute, wurde 1852 neuer Pfarrer. Der letzte Pfarrer von Kirchlein wirkte schließlich bis Ende der 1960er Jahre.:S. 107
Die alte Pfarrkirche stand südwestlich der gegenwärtigen Kirche im heutigen Friedhof. Eine Steinmauer umgab die gotische Chorturmkirche, deren Kern aus dem 15. Jahrhundert stammte. Das Gesamtbauwerk war 16 bis 17 Meter lang und gut 8 Meter breit.:S. 105 Da im 19. Jahrhundert das Fachwerkobergeschoss des Turmes und der Turmhelm stark geschädigt waren, mussten diese 1858 abgebrochen werden. Der Turmstumpf wurde mit einem provisorischen Satteldach versehen.:S. 107 Eine nicht ausreichende Standsicherheit des Langhauses erforderte dann 1868 Abstützungen im Kirchenraum. Eine bayernweite Kirchenkollekte für einen Neubau erbrachte Ende 1871 einen Betrag von 5280 Gulden, statt der erforderlichen 11000 Gulden. Deshalb folgte 1885 nur eine notwendige Instandsetzung. Die Dächer des Kirchenschiffs und Turms sowie die Fenster wurden erneuert. Außerdem ließ die Kirchenverwaltung die Altäre neu fassen und vergolden. Zusätzlich wurde eine neue Orgel aufgestellt.:S. 107
Erneute Bauschäden veranlassten die Kirchenverwaltung 1903 einen Entwurfsplan für einen Kirchenneubau von Ludwig Stempel anfertigen zu lassen. Die Ausführungspläne erstellte der Bamberger Architekt Chrysostomus Martin. Nach der Genehmigung durch die Regierung von Oberfranken im Dezember 1903 begannen 1904 die Bauarbeiten. Beauftragt waren unter anderem der Kulmbacher Baumeister Joachim Dölger und der Burgkunstadter Zimmermeister Andreas Mühlhans sowie der Dachdecker Langold aus Kulmbach.:S. 109 Die Steine der alten Kirche wurden für die Gründung des Neubaus verwendet. Der Rohbau war im Oktober 1904 bis auf den Dachstuhl des Turmes vollendet. Im Juli 1905 war die Kirche nahezu fertiggestellt. Am 17. September 1905 weihte der Erzbischof von Bamberg Friedrich Philipp von Abert die Kirche. Eine Renovierung der Kirche erfolgte 1953 mit Hilfe einer Spende von Friedrich Baur und seiner Frau Kathi.

## Baubeschreibung
Die Saalkirche steht im Dorfzentrum neben dem Friedhof. Der gegen Westen gerichtete Sandsteinquaderbau ist neugotisch gestaltet. Durch den Verzicht auf entsprechende Verzierungen kennzeichnet ihn eine formale Schlichtheit.:S. 108
Die Fassade des eingezogenen Chors besetzen gerade Strebepfeiler. Dazwischen sind im Sockelbereich Grabsteine aufgestellt. Den Chorraum mit einem Joch und Fünfachtelschluss überspannt ein Kreuzrippengewölbe. Er wird von vier spitzbogigen Fenstern belichtet, von denen zwei mit zweibahnigem Maßwerk versehen und zwei bemalt sind. Das mittlere Chorfenster zeigt die Himmelfahrt Mariä und soll dem Hochaltar als Mittelbild dienen.
Ein spitzbogiger Chorbogen verbindet den Chor mit dem Langhaus. Den Innenraum des vierachsigen Langhauses überspannt eine hölzerne Flachdecke und belichten spitzbogige Fenster mit zweibahnigem Maßwerk. Die hölzerne Orgelempore steht an der Ostseite und wird über ein vor der Ostfassade angeordnetes Treppenhaus erschlossen.
Die Sakristei und der Kirchturm stehen im nördlichen Chorwinkel. Der Turm hat einen Fenstersturz mit spitzbogiger Blende und reliefiertem Kreuz sowie Wappenschild, der von der alten Kirche übernommen wurde und wohl aus dem 14. Jahrhundert stammt.

## Ausstattung
Die Ausstattungselemente Hochaltar und Kanzel sind neugotisch gestaltet. Die Werke des in Staffelstein wohnenden Bildhauers Peter Morgenroth entstanden 1905. Die Kosten betrugen 3500 Mark. Später wurden im gleichen Stil auch die Nebenaltäre und ein Kreuzweg angeschafft.:S. 110
Im Jahr 1874 hatte die Bamberger Glockengießerei Lotter drei Glocken geliefert, die 1905 in den neuen Kirchturm umgehängt wurden. Von diesen wurden zwei im Ersten Weltkrieg abgeliefert und 1924 durch neue ersetzt. Im Jahr 1943 wurden die drei Glocken von der Reichsstelle für Eisen und Metalle abgehängt und abtransportiert. Drei neue Bronzeglocken spendete Friedrich Baur nach dem Zweiten Weltkrieg. Die größte Glocke hat eine Masse von 195 kg und den Schlagton D, die mittlere eine Masse von 133 kg und den Schlagton E und die kleinste eine Masse von 75 kg und den Schlagton G.